# Skulpturenpfad Schwäbisch Gmünd

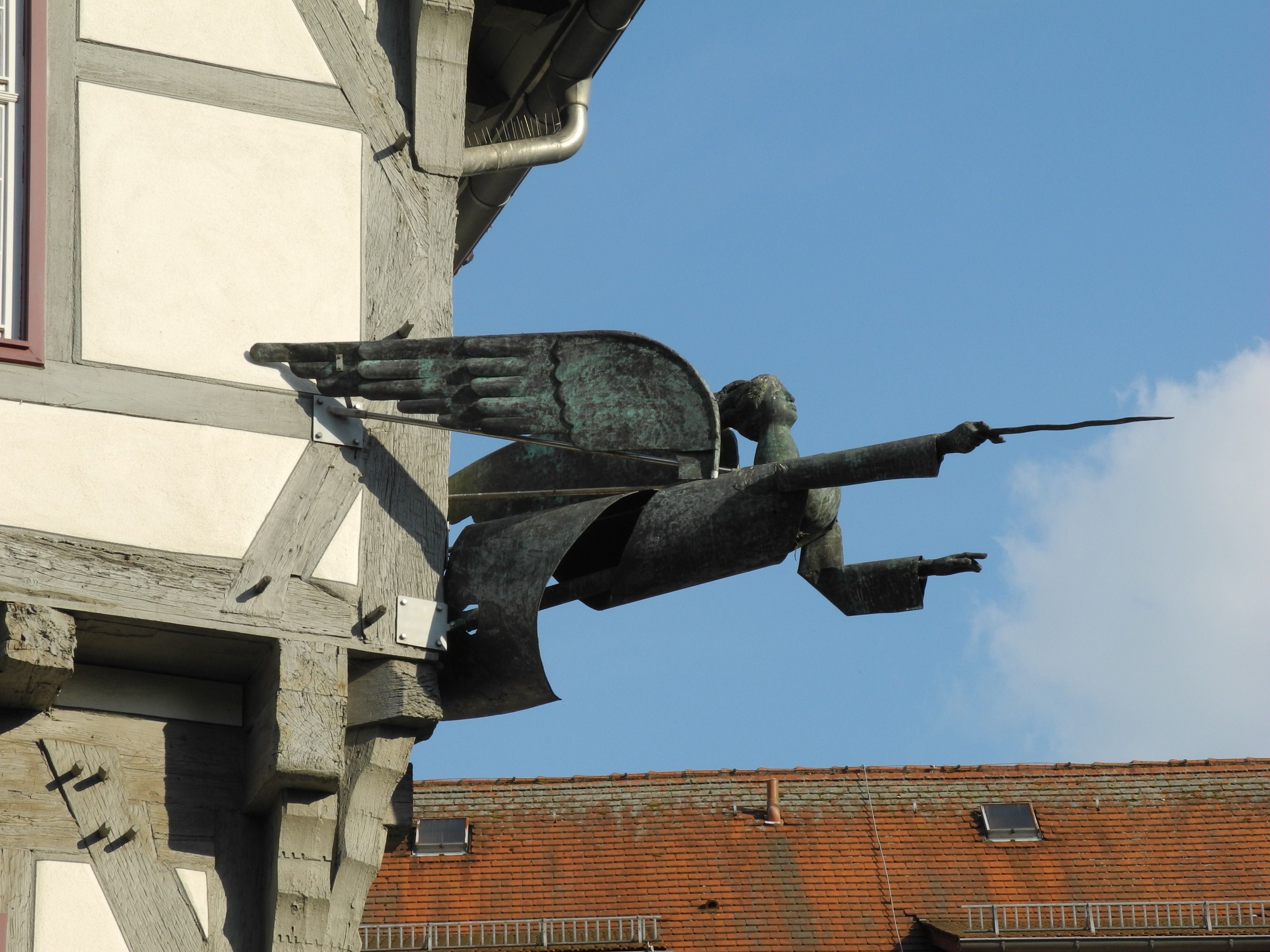
Maria Kloss: Engel mit Flammenschwert

Der Skulpturenpfad Schwäbisch Gmünd ist ein Skulpturenweg in Schwäbisch Gmünd im Ostalbkreis, etwa 50 km östlich von Stuttgart.

## Entstehung
Die Stadt hat aus rund 120 Kunstwerken in Parks, Plätzen oder in der freien Landschaft, zu einem Skulpturenpfad im historischen Zentrum passende Plastiken ausgewählt.
Als Gold- und Silberstadt sieht man sich in einer künstlerischen und bildhauerischen Tradition. Eine Grundlage dafür ist die Königliche Höhere Fachschule für Edelmetall, heute die Hochschule für Gestaltung. Plastiken von vier ehemaligen Professoren, Dozenten und Studenten sind im Skulpturenweg zu sehen. Die Kirchen und Klöster der Stadt legen eine sakrale Thematik der Werke und eine Vorliebe für figürliche Skulpturen nahe. Das Museum Prediger ergänzt mit Ausstellungen zum Gesamtwerk einzelner Künstler.
Im Stadtteil Straßdorf wurde 2002 Wege zur Kunst, ein weiterer Skulpturenweg, eingerichtet. Versuche, beide Kunstwege zu verbinden, verliefen bisher ergebnislos.

## Künstler und Werke des Skulpturenrundwegs
1. Maria Kloss: Adam und Eva mit Schlange und Schaf (1994)
2. Maria Kloss: Engel mit Flammenschwert (1994)
3. Josef Baumhauer: Familiengruppe  (1990)
4. Jakob Wilhelm Fehrle: Kriegerehrenmal mit hl. Michael (1935/1948)
5. Menashe Kadishman: Skulptur Trauernde (1996)
6. Dietrich Klinge: Neidhard Melancholicus (2001)
7. Jakob Wilhelm Fehrle: Madonna
8. Max Seiz: Eudaemonie (1989)
9. Ren Rong: Pflanzenmenschen (2001)
10. David Nash: Black Cross (1994)
11. Rolf Haug: Endlosschleife
12. Fritz Nuss: Einschenkende (um 1950)
13. Karl Ulrich Nuss: Menschenbank (1987)
14. Josef Baumhauer: Familiengruppe II
15. Jörg Schulze: Figur (1993/94)
16. Jakob Wilhelm Fehrle: Hl. Franziskus (1968)
17. Eckhart Dietz: Rückenakt (2003)
18. Walter Giers: Lichtbaum (1994)
19. Fritz Nuss: Brunnen der Lebensfreude (1977/78)

## Fotos (Auswahl)

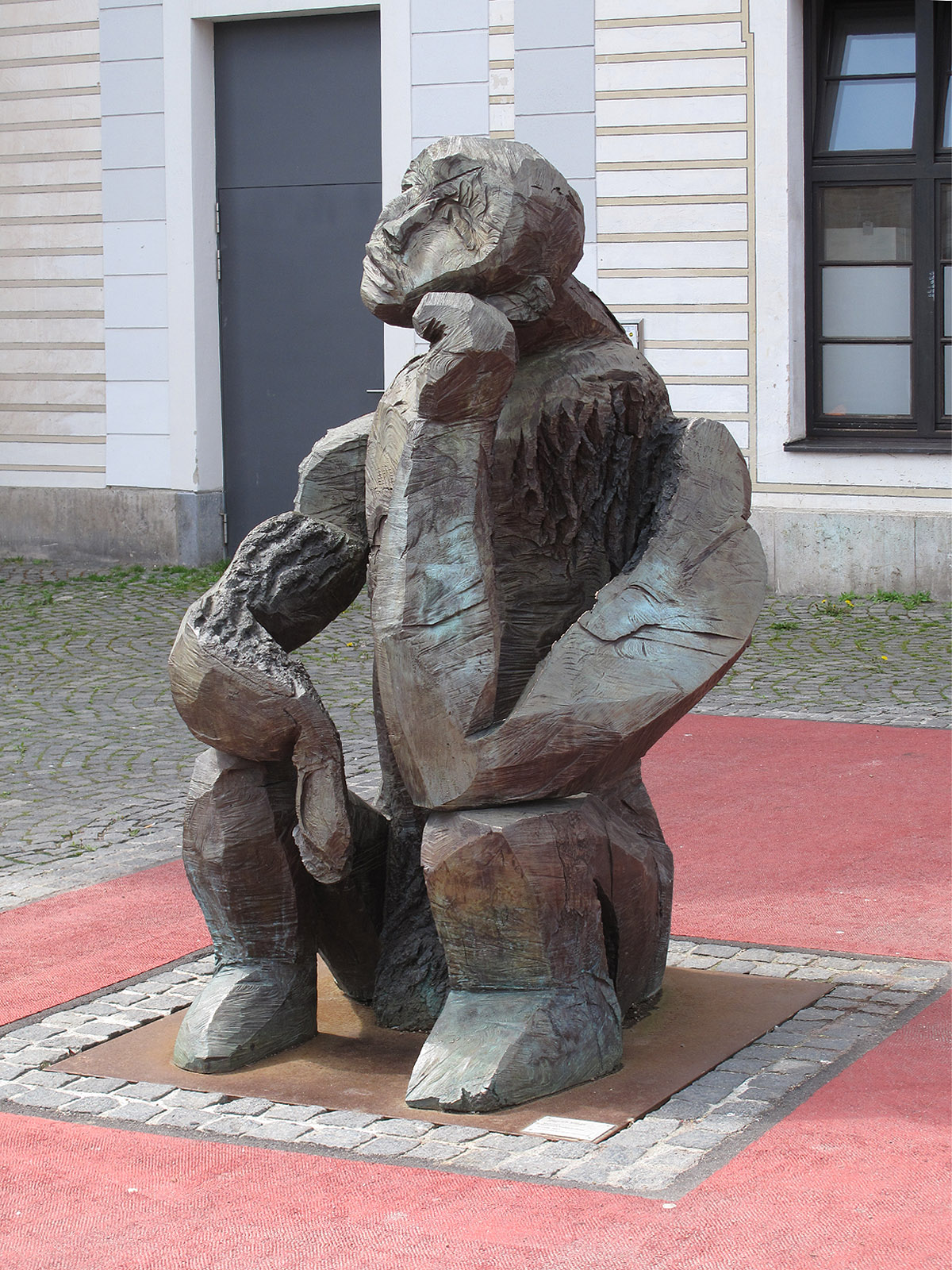
Dietrich Klinge, Neidhard Melancholicus
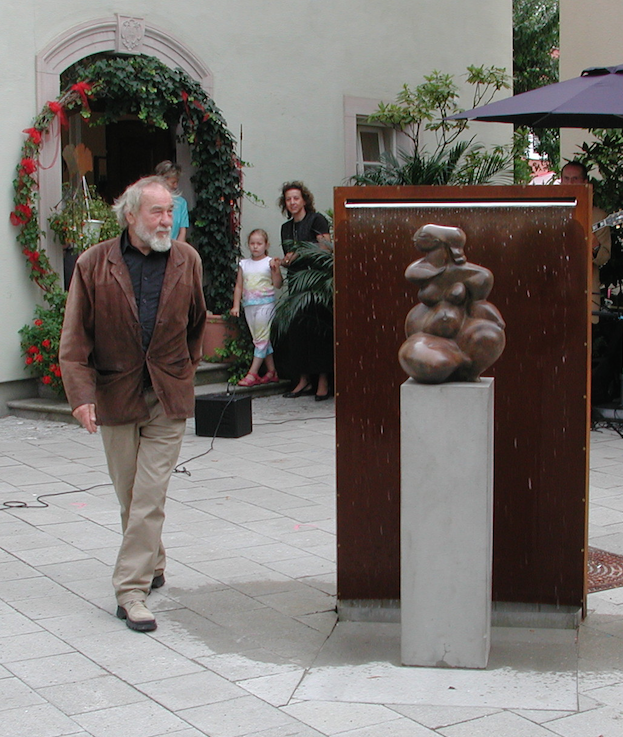
Max Seiz, Eudaimonie
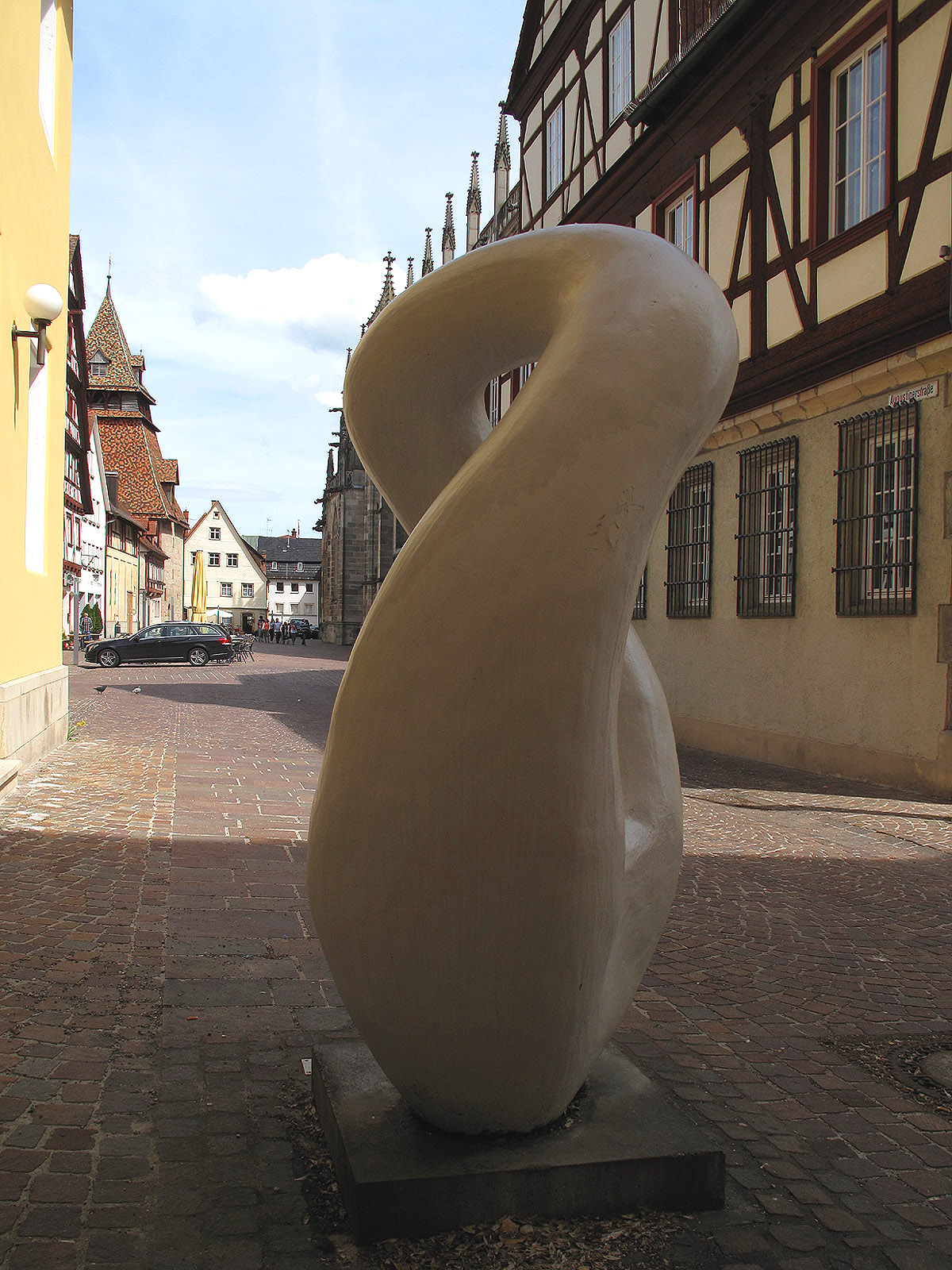
Rolf Haug, Endlosschleife
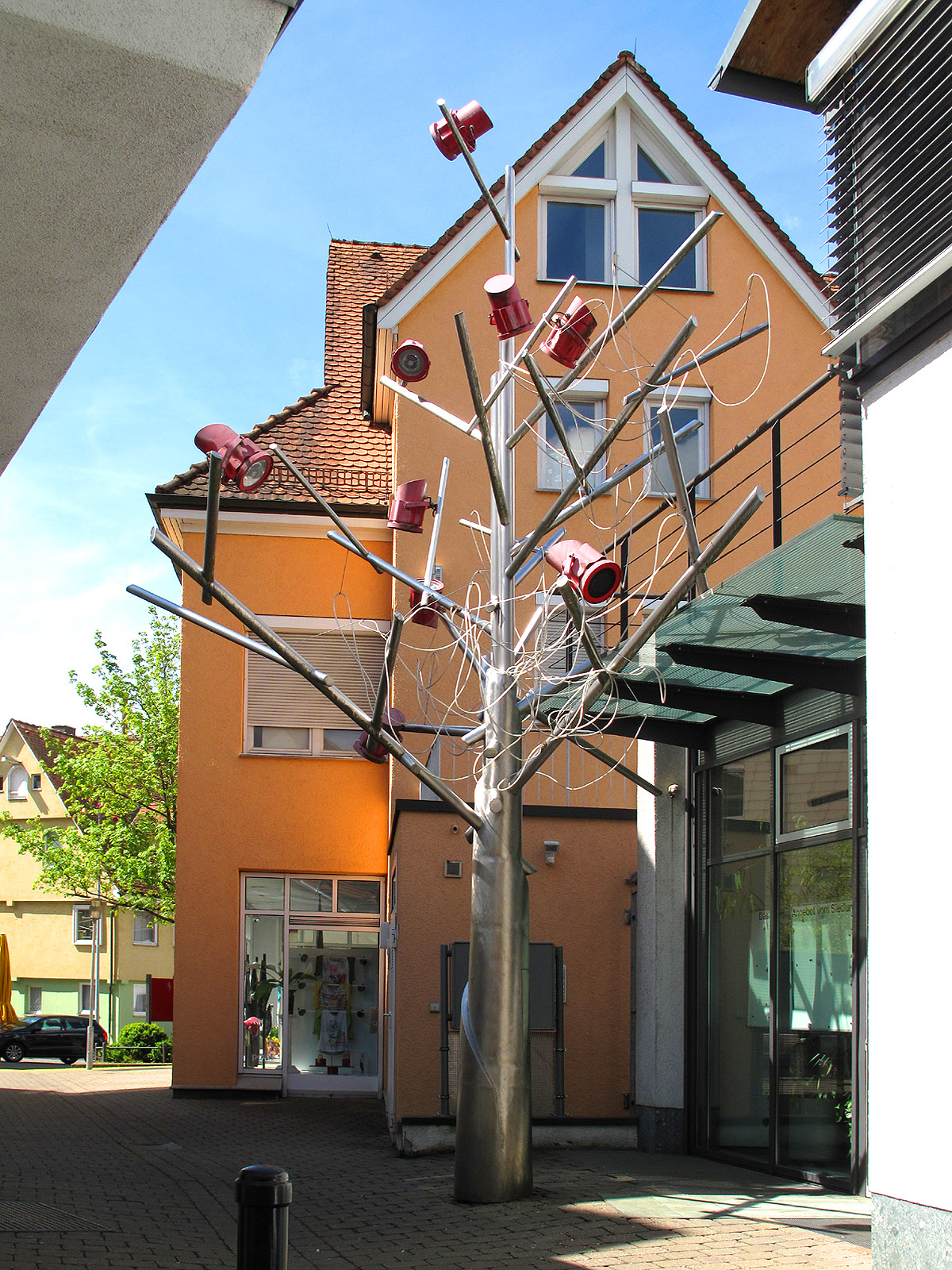
Walter Giers, Lichtbaum
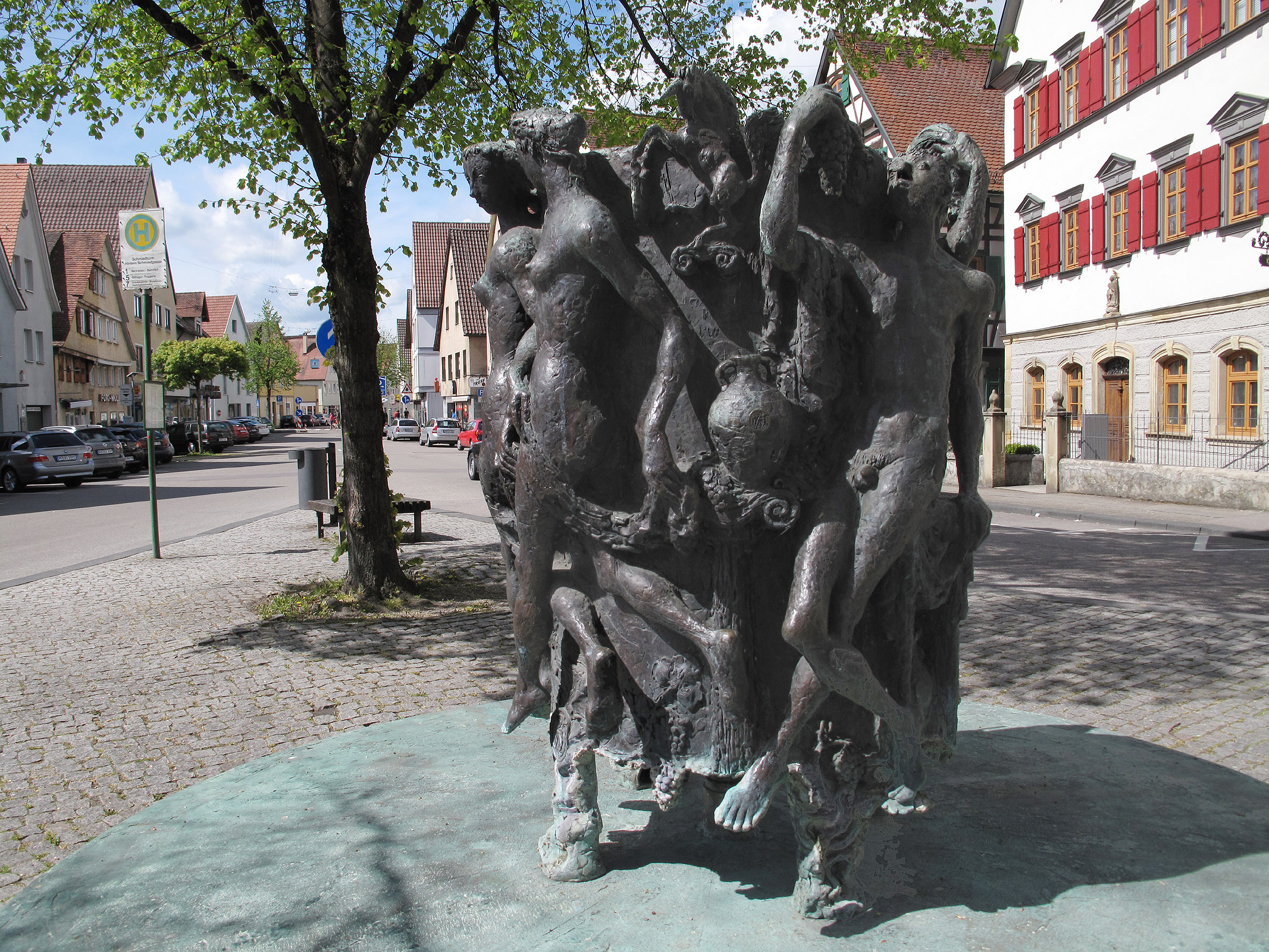
Fritz Nuss, Brunnen der Lebensfreude